# Rallye Terre de Provence
Le rallye Terre de Provence est un rallye automobile disputé sur des routes et des chemins de terre, créé en 1980.

## Histoire
Il compte parfois pour le championnat de France des rallyes sur terre, et se déroule principalement autour de la ville de Digne.

## Palmarès
| Année | Pilote               | Copilote               | Voiture                  |
| ----- | -------------------- | ---------------------- | ------------------------ |
| 2009  | Stéphane Chambon     | Antoine Paque          | Subaru Impreza           |
| 2008  | Stéphane Chambon     | Antoine Paque          | Subaru Impreza           |
| 2007  | Jean-Marie Cuoq      | Pascal Duffour         | Peugeot 307 WRC          |
| 2006  | Jean-Marie Cuoq      | Grégory Pain           | Peugeot 307 WRC          |
| 2005  | Jean-Marie Cuoq      | David Marty            | Peugeot 206 WRC          |
| 2004  | Jean-Marie Cuoq      | Jean-Charles Descamps  | Subaru Impreza WRC       |
| 2003  | Sébastien Rousseaux  | Serge Legars           | Subaru Impreza WRC       |
| 2002  | Gilbert Magaud       | Jean-François Gastinel | Lancia Delta             |
| 2001  | Jean-Pierre Richelmi | Freddy Delorme         | Peugeot 206 WRC          |
| 2000  | Pierre Colard        | Gilles Mondésir        | Seat Cordoba WRC         |
| 1999  | Félix Santarelli     | Philippe Dran          | Subaru Impreza           |
| 1998  | Pierre Colard        | Gilles Mondésir        | Subaru Impreza           |
| 1997  | François Chauche     | Philippe Guellerin     | Ford Escort RS Cosworth  |
| 1996  | Daniel Ducruet       | Freddy Delorme         | Lancia Delta             |
| 1995  | Jean-Pierre Richelmi | Thierry Barjou         | Toyota Celica            |
| 1994  | Olivier Bosch        | Gérard Niforos         | Lancia Delta             |
| 1993  | Jean-Pierre Richelmi | Freddy Delorme         | Toyota Celica            |
| 1992  | Jean-Pierre Richelmi | Freddy Delorme         | Toyota Celica            |
| 1991  | Bruno Saby           | Daniel Grataloup       | Lancia Delta             |
| 1990  | Bruno Saby           | Daniel Grataloup       | Lancia Delta             |
| 1989  | Maurice Chomat       | Thierry Barjou         | Citroën Visa 1000 Pistes |
| 1988  | Jean-Marc Dubois     | Jalabert               | Citroën Visa 1000 Pistes |
| 1987  | Francis Bondil       | Robert Moynier         | Citroën Visa 1000 Pistes |
| 1986  | Francis Bondil       | Robert Moynier         | Citroën Visa 1000 Pistes |
| 1985  | François Chauche     | Thierry Barjou         | Citroën Visa 1000 Pistes |
| 1984  | Guy Fréquelin        | Christian Gilbert      | Opel Manta 400           |
| 1983  | Bruno Saby           | Chris Williams         | Renault 5 Turbo          |
| 1982  | François Chatriot    | Annick Peuvergne       | Renault 5 Turbo          |
| 1981  | Luc                  | Carbonnier             | Citroën CX               |
| 1980  | François Chauche     | Philippe Thomas        | Peugeot 104 ZS           |